# Laurent Chambert
Pour les articles homonymes, voir Chambert.
Laurent Chambert est un artiste plasticien et compositeur de musique français né le 8 janvier 1967 à Saint-Étienne. Pour décrire la nature de son travail artistique Frédéric Valabrègue dit de lui en 1999 qu'il « crée des volumes virtuels, des volumes en puissance qui n’ont ni masse ni poids. » Plus loin, il précise « des volumes dont la véritable matérialité, épaisseur ou profondeur consisterait en leur inscription dans un tissu urbain ou un réseau d’échanges. » L'historien d’art Pascal Pique avait pressenti ce déplacement décrit dans un article consacré à l'artiste et publié dans la revue Blocnotes en 1994 avec cette intention « d'articuler dans un même mouvement des repères (images tirées des medias, systèmes de représentation de l'univers) et un état de conscience perceptive. ». À partir de 2001, date de sa rencontre avec l'auteur interprète Marie Möör, il revient à la musique et lance Rose et noire puis en 2007, The Other Colors : la création musicale reconfigure son activité artistique sans pour autant le soustraire à des préoccupations déjà engagées.

## Biographie

### 1993 (année charnière)
Après des études de piano classique, Laurent Chambert étudie à l’École Nationale Supérieure des Beaux-Arts de Saint-Étienne (devenue l'ESADSE). En 1990, première exposition personnelle, Le Comptoir Linier, Marseille. En 1991, il s'installe à Paris et à l'occasion d'un déménagement, organise une exposition dans l'appartement qu'il quitte : Numéro 61. C'est ainsi qu'il expérimente une première configuration où l'objet de l'exposition tient plus de la confrontation entre les visiteurs que de ce qui est exposé. « Le studio, vidé de toute singularité, est éclairé par un luminaire, boîte en plexiglas, poncée, opacifiée de couleur blanche, dont la forme reprend les volumes de l’appartement » indique la notice de l'œuvre désormais dans les collections du FRAC Centre. Il ne reste que ce qui a pu être détaché : la photographie de l'annonce de location ayant servi de carton d'invitation, la boîte éteinte, les dessins d'architecte comme mémoires de l'implantation. Numéro 61 sera exposé dans différentes situations et notamment confrontée dans la même salle en 1995, à la maquette de la commande publique communément appelée Colonnes de Buren de l'artiste Daniel Buren et à la maquette du Parc de la Villette de l'architecte Bernard Tschumi pour l'exposition collective Artistes-Architectes, Le Nouveau Musée (devenu l'IAC).
En 1993, il réalise trois expositions personnelles dont Athénéum dans l'espace d'exposition de l'Université de Dijon où il invite Gilles Sivilotto, compositeur de musique, à collaborer pour une création appelée Télévision. L'œuvre est acquise et exposée dans les collections du Musée Les Abattoirs à Toulouse. La sculpture est ainsi décrite : « Le moniteur émet un continuum de "neige" entrecoupé par un flash récurrent visible au travers de la lentille de Fresnel. » La musique est une transposition sonore du phénomène visuel ; elle a été post-produite au studio du GMEM (Groupe de musique expérimentale de Marseille). Un livret accompagné de la musique sur CD Audio est publié en 1995, Editions Francis Mary & Bruno Van Lierde, Bruxelles. Un film vidéo Retransmission est réalisé en 2002 par Laurent Chambert à l'occasion de l'exposition L'Art vu à distance No 2, Art et Télévision, œuvres choisies, 1958-2002 au FRAC Limousin à Limoges. Ce document présente Télévision « simultanément et à distance au Musée de Toulouse dans le cadre de l'exposition Des œuvres à vivre, nouvelles acquisitions contemporaines ». Un exemple de développement qui fait du travail de Laurent Chambert comme un perpétuel mouvement sans que cela pour autant compromettre les formes fixées par l'artiste. Retransmission documente la sculpture Télévision pour ce qu'elle est : un objet exposé dans une exposition d'Art contemporain pour un public curieux d'Art contemporain et simultanément, en incluant dans les images l'équipe de télévision (France 3 Limousin) venue faire un reportage, le film se raccorde à un autre point de vue possible, celui du téléspectateur : l'exposition, l'œuvre, l'artiste apparaissent comme sujets dans le journal télévisé (19/20, France 3). En projetant le film Retransmission à Toulouse pour pallier l'absence matérielle de Télévision, Laurent Chambert offre un mode de présence à distance pour ainsi dire augmenté ; ceci réservé à l'acuité des regardeurs. La collaboration entamée avec Gilles Sivilotto se poursuit en 2004 avec l'enregistrement Du sable dans les yeux : 20 minutes de musique électronique développée à partir d'une forme couplet/refrain instrumental devenant motif. Dans un entretien publié dans ResMusica en 2009, Laurent Chambert précise la configuration de l'échange en expliquant « avoir travaillé avec Gilles Sivilotto en lui proposant un objet ayant une identité sonore très marquée. Il l’a développé et présenté sous des angles nouveaux et surprenants. » En 2006, Gilles Sivilotto compose le titre Toujours manqué pour l'album Tracé dans le bleu de Rose et noire sorti en 2006.
Pour revenir à 1993, Laurent Chambert conçoit cette année là Thermographies, une proposition présentée au Collège Marcel Duchamp à Châteauroux. Il s'agit d'une projection de quatre-vingt diapositives avec, récurrente, une figure de piéton rouge (feu de circulation) inscrite sous une trame verte. Pascal Pique précise l'image comme le : « support d'une projection dans la projection, cette image enregistre des vues en coupe faciale d'un revolver fragmenté en plans qui apparaît au niveau du plexus de la silhouette. » Placée derrière le projecteur, un collage horizontal d'images découpées est présenté à la lecture. Une publication appelée Thermographies, sera publiée en 1994 avec le soutien de l’École nationale supérieure des beaux-arts de Paris. Thermographies fait partie des collections de l'Institut d'Art Contemporain de Villeurbanne depuis 1997.

### 2001 (retour à la musique)
En 2001, il développe le projet musical Rose et noire avec l'auteur interprète Marie Möör et en 2007, The Other Colors. En 2008, il est lauréat du Qwartz Expérimentation/Recherche pour un album personnel de musique électroacoustique appelé Suspense.

#### Expérimentation musicale
En 2009, Laurent Chambert développe au cours de l'année et dans le cadre d'une résidence La Société de Curiosité à Paris, le set de musique improvisée appelé Et si nous cessions d'avoir peur : il s'agit principalement d'utiliser les sons et les images des flux télévisés en temps réel, « l’ouverture est lancée avec le direct du journal de 20 heures ». Parmi les nombreuses expériences musicales utilisant des sources médiatiques retenons celle de John Cage qui en 1956 propose déjà avec Radio Music d'explorer le brouhaha radiophonique. Afin de dégager une spécificité, la matière sonore retransmise est progressivement filtrée par Laurent Chambert jusqu'à passer comme à l'arrière plan (devenir inaudible) à l'égale de l'image elle aussi réceptionnée et pixelisée jusqu'à ne plus être qu'un monochrome : « au bout d’un temps, la résolution de l’image change ; il ne s’agit pas d’un zoom, le cadre général ne se modifie pas. Il y a seulement un nombre moins important de pixels pour assurer la définition entière de l’image. Le visuel devient par conséquent abstrait (illisible) tout en conservant la vibration du flux qui continue à être transmis ». La logique instrumentale est ici employée pour littéralement soustraire, aménager un espace silencieux (vide, à occuper), « l'espace se retourne littéralement et il contient à nouveau ce qui se passe ». Pour Laurent Chambert, cela permet d'accueillir et d'écouter d'autres musiciens ou intervenants : six dates avec notamment Noël Akchoté, Marin Favre, Franck Vigroux, Samuel Zarka, Marie Möör.
En 2011, une variante du projet est adaptée par Laurent Chambert avec la collaboration d'Eric Périer sous le nom de Enfin dehors. Quatre dates sont organisées à La Java et accueillant Alexandre Bellenger avec Avril Wipago, Trami N'Guyen, Margot Dorléans et Rémi Durupt, Erik Minkkinen, Valentina Traianova, Kassel Jaeger, Christian Zanési.
Toujours en 2011, Laurent Chambert produit à partir de l'inspiration Et si nous cessions d'avoir peur, une version studio Et Si : 21 titres sont publiés au cours de l'été 2011. Les titres correspondent à 21 dates de l'année 2001 et ils reprennent chacun la bande son (transformée) du journal télévisé correspondant.

## Discographie

### Laurent Chambert
- 2004 : Du sable dans les yeux (Avec Gilles Sivilotto, CD, LAC)[38]
- 2007 : Quelle heure est-il? (DVD, Art For Humans Gallery)
- 2007 : Suspense (CD Album, Art à l'Hôpital, Qwartz 2008)[19]
- 2008 : Eurêka (CD Album, réalisé dans le studio de l'INA-GRM, Paris)[39]
- 2010 : De vie ou de mort (Revue L'Angoisse + Digital, LAC)
- 2012 : When the cat is away the mice will play (Tape, Blue Tapes, Londres - Digital, LAC)
- 2013 : Les Vers de la Mort (Un texte d'Hélinand de Froimont interprété par Marie Möör sur des musiques de Jac Berrocal, Jack Belsen, Joachim Montessuis, Gaspar Claus, Olivier Mellano, Laurent Chambert, Digital + CD Album, LAC)[40]